# Бетховен 2
«Бетховен 2» (англ. Beethoven's 2nd) — американская кинокомедия 1993 года режиссёра Рода Дэниела, снятая по сценарию Лена Блума. Вторая и последняя выпущенная в кинотеатрах часть одноимённой серии из восьми фильмов про умного сенбернара по кличке Бетховен. Главные роли сыграли Чарльз Гродин, Бонни Хант, Николь Том, Кристофер Кастиль и Сара Роуз Карр, а также Деби Мейзар и Крис Пенн. Это последний фильм, в котором семья Ньютон появилась в полном составе, не считая мультсериала «Бетховен». Изначально новые продолжения не планировались, но после кассового успеха картины студия выпустила сразу на видеокассетах ещё 6 сиквелов.

## Сюжет
Псу, неслучайно названному именем великого композитора, не сразу удалось завоевать любовь главы семьи, но зато теперь они — настоящие друзья. В один прекрасный день Бетховен отправляется на прогулку и находит свою любовь — сенбернаршу Мисси. Та отвечает ему взаимностью в чувствах, но их разлучает вероломная Реджина, разводящаяся с хозяином собаки, Брилло, с целью получения за неё пятидесяти тысяч долларов. Впрочем, это не мешает в тот же день Мисси сбежать из плена хозяйки вместе с новым возлюбленным на прогулку. Тем временем, у Райс, старшей дочери супругов Ньютонов, появляется новый друг Тейлор Деверю, в которого та влюблена. Он подвозит её на своей машине сперва до школы, а затем обратно.
Вскоре у Мисси появляется потомство из четырёх щенят, что крайне не радует Реджину. Мало того, что она разлучает их с матерью, так ещё и сперва грозится их утопить, но потом решает продать ввиду их чистопородности. К счастью, приведённые самим Бетховеном дети Ньютоны, Тед и Эмили, вовремя уносят щенков и поселяют у себя дома в подвале. Забота за маленькими сенбернарами оказывается отнюдь не лёгким занятием, ведь по шесть-восемь раз в день их надо кормить молоком с пипетки. Ценой колоссальной утомляемости (а порой — и вовсе пропуска занятий в школе) дети добиваются своего — щенки сами лакают молоко из миски. Но скрыть сам факт пребывания собак в подвале дома от родителей им не удаётся: сперва Элис узнаёт, что её дочь Райс уже который урок пропускает «из-за прививок от аллергии», а впоследствии и сам мистер Ньютон обнаруживает щенят. После долгих уговоров он соглашается оставить животных с ними при условии, что после того, как те подрастут, их отдадут «в хорошие руки». Щенки получают и свои имена: Долли (в честь Долли Партон), Чайковский (в честь Петра Чайковского), Чабби (в честь Чабби Чекера) и Мо (в честь «одного из „Студжес“»).
Ньютоны получают возможность поехать на 4 июля отдыхать в горы с ночёвкой бесплатно. Семья поселяется в коттедже, предоставленном поставщиком Фредом Сербияком, на берегу озера. По несчастливому стечению обстоятельств, неподалёку поселяется Реджина со своим туповатым полноватым ухажёром Флойдом, с которым у неё вечные перебранки; с ними же находится и Мисси.
Райс знакомится с живущим по соседству юношей по имени Сет, оба вызывают друг у друга симпатию с первой встречи. Девушка интересуется, где можно найти Тейлора, на что тот подвозит её на мотоцикле до того места, где живёт Деверю. Райс видит любимого на пристани в компании девушек в бикини и в разочаровании уезжает с Сетом обратно. Вечером она приходит на то же место вместе с Бетховеном. Устроивший в собственном доме вечеринку Тейлор замечает Райс и приглашает с собой на верхний этаж, чтобы насладиться видом из окна. Зайдя в комнату, он запирает дверь и намеревается соблазнить девушку. Та сопротивляется, но обнаруживает, что не может уйти. В это время над Бетховеном, привязанным к балке крыльца, издеваются пьяные подростки, и выведенный из себя пёс сносит балку. Вместе с крыльцом, обрушившись, падает в озеро и передняя стена дома, и Тейлор, совсем некстати опёршийся на неё, падает в воду к своим друзьям. Так Райс расстаётся с ним и разрешает свои противоречия по поводу того, кто из них с Сетом ей нравится больше.
Ньютоны в полном составе едут на ярмарку. Оказавшаяся в том же месте Реджина замечает и узнаёт в гулявших по парку аттракционов Теде и Эмили тех детей, что утащили у неё щенков, и силой забирает щенков обратно. Тем временем, Флойд обнаруживает, что Мисси, сидевшая в машине, убежала вместе с Бетховеном. Пара берёт их след. Те оказываются высоко в горах. В кульминационный момент, когда Флойд и Реджина хватают собак, их настигает и семья Ньютонов. Джордж требует Флойда оставить в покое щенка, которого тот держит над самой пропастью, но мужчина в ответ ударяет его большой толстой палкой. В ярости Бетховен зубами упирается в один конец палки и бьёт другим Флойда ниже пояса. Потеряв равновесие, он хватает Реджину и падает вместе с ней в грязное болото, после чего их уносит вниз по порожистой реке.
Спустя три месяца раздаётся звонок в дверь, и Райс встречает на пороге Сета, который пригласил её на концерт. Супруги Ньютоны тепло принимают нового друга их дочери. Вслед за Сетом в дом приходит Брилло вместе со своей собакой Мисси. Выясняется, что Реджина проиграла судебное разбирательство и осталась ни с чем, а Мисси осталась с Брилло. Брилло также просит увидеть щенков. На зов детей и Бетховена, с огромным грохотом и землетрясением, выросшие сенбернары спускаются с верхнего этажа по лестнице навстречу к изумлённым Ньютонам.

## Создатели
| \| Актёр \| Роль \| Русский дубляж \| \| ----------------- \| ------------------ \| ---------------- \| \| Чарльз Гродин \| Джордж Ньютон \| Владимир Антоник \| \| Бонни Хант \| Элис Ньютон \| Марина Дюжева \| \| Николь Том \| Райс Ньютон \| Татьяна Божок \| \| Кристофер Кастиль \| Тед Ньютон \| Андрей Анненский \| \| Сара Роуз Карр \| Эмили Ньютон \| Анна Зарудняк \| \| Кевин Данн \| Брилло \| Юрий Маляров \| \| Деби Мейзар \| Реджина \| Людмила Ильина \| \| Крис Пенн \| Флойд \| Вадим Андреев \| \| Эшли Хэмилтон \| Тейлор Деверю \| Андрей Градов \| \| Дэнни Мастерсон \| Сэт \| Роман Барышев \| \| Мори Чайкин \| Клифф Клэмэт \| \| \| Том Дуган \| Продавец хот-догов \| \| | Фильм дублирован творческой ассоциацией «Ист-Вест» при техническом содействии киностудии «Союзмультфильм» в 1994 году: - Режиссёр дубляжа — Ярослава Турылёва - Переводчик — Марина Шувалова - Авторы русского синхронного текста — Ярослава Турылёва, Ольга Громова, Михаил Северин и Валентин Грачёв - Редактор — Ольга Клюшникова - Звукооператор — Генрих Давид - Режиссёр — Род Дэниел - Сценаристы — Лен Блум, - Персонажи созданы Джоном Хьюзом и Эми Холден Джонс - Оператор — Билл Батлер - Композиторы — Кэрол Байер Сейджер, Рэнди Эдельман, Джеймс Ингрэм - Продюсеры — Майкл Гросс и Джоу Меджук |                  |
| Актёр | Роль | Русский дубляж   |
| Чарльз Гродин | Джордж Ньютон | Владимир Антоник |
| Бонни Хант | Элис Ньютон | Марина Дюжева    |
| Николь Том | Райс Ньютон | Татьяна Божок    |
| Кристофер Кастиль | Тед Ньютон | Андрей Анненский |
| Сара Роуз Карр | Эмили Ньютон | Анна Зарудняк    |
| Кевин Данн | Брилло | Юрий Маляров     |
| Деби Мейзар | Реджина | Людмила Ильина   |
| Крис Пенн | Флойд | Вадим Андреев    |
| Эшли Хэмилтон | Тейлор Деверю | Андрей Градов    |
| Дэнни Мастерсон | Сэт | Роман Барышев    |
| Мори Чайкин | Клифф Клэмэт |                  |
| Том Дуган | Продавец хот-догов |                  |

## Производство
10 февраля 1993 года стало известно, что Род Дэниел станет режиссёром продолжения кассового хита прошлого года, а Чарлз Гродин, Бонни Хант, Николь Том, Кристофер Кастиль и Сара Роуз Карр вернутся к своим ролям семьи Ньютон. Деби Мейзар сыграла главного отрицательного персонажа по имени Реджина — критики сравнили её с Круэллой Де Виль. Фильм стал актёрским дебютом для Дэнни Мастерсона. Его младший брат Кристофер Мастерсон также сыграл небольшую роль; поскольку у них не было совместных сцен, то никто не знал, что они братья, но когда был организован просмотр для продюсеров, те заметили их сходство — когда выяснилось про их родство, то все кадры с Кристофером были вырезаны и пересняты с участием другого мальчика.
Сенбернар по кличке Бетховен, снимавшийся в первом фильме, также стал главным героем в продолжении. Для производства потребовалось более ста щенков сенбернара с гладкой и шероховатой шерстью разных возрастов, начиная с семи недель, которые затем были возвращены заводчикам. Мисси играли три взрослых собаки с гладким покрытием, а Бетховена — две, хотя в титрах упоминается только та собака, которая сыграла в первом фильме; также на съёмках использовались механическая собака и человек в костюме собаки. В некоторых сценах на крупных планах использовались аниматронные куклы для изображения необычных выражений на морде собак.
Съёмки должны были начаться в апреле 1993, но были перенесены на 13 мая. Действие фильма происходит в Калифорнии, но сцены парка были сняты в Монтане в национальном парке Глейшер. Дом, используемый как семейный особняк Ньютонов, расположен на Миланском проспекте в Южной Пасадине. Часть съёмок проходила на «Universal Studios» и в окрестностях Лос-Анджелеса.

## Музыка
Инструментальную музыку ко второму фильму — как и к первой части — написал композитор Рэнди Эдельман: альбом-саундтрек выпустил на кассетах и CD лейбл «Columbia» 14 декабря 1993 года. Песня «The Day I Fall In Love» в исполнении Джеймса Ингрэма и Долли Партон была написана специально для фильма и номинировалась на премии «Оскар», «Золотой глобус» и Грэмми.
Список композиций
| №   | Название                                                   | Длительность |
| --- | ---------------------------------------------------------- | ------------ |
| 1.  | «The Day I Fall In Love (Love Theme From Beethoven's 2nd)» | 4:08         |
| 2.  | «Opening (Snoozing With Beethoven)»                        | 3:31         |
| 3.  | «Chance Meeting At The Park»                               | 3:47         |
| 4.  | «Burger Binge»                                             | 1:52         |
| 5.  | «First Kiss»                                               | 1:47         |
| 6.  | «Feeding Time»                                             | 3:15         |
| 7.  | «Discovering The Pups»                                     | 2:59         |
| 8.  | «Two-Dog Walk»                                             | 2:44         |
| 9.  | «The Facts Of Life»                                        | 3:38         |
| 10. | «A New Day»                                                | 1:55         |
| 11. | «Rhyce And Seth»                                           | 1:13         |
| 12. | «Finding Missy»                                            | 1:13         |
| 13. | «Over The Cliff»                                           | 2:54         |
| 14. | «In The Moonlight»                                         | 2:27         |
| 15. | «Going Up The Mountain»                                    | 2:08         |
| 16. | «Raging Water/Home Again»                                  | 1:21         |
| 17. | «Finale»                                                   | 1:12         |

Также в фильме использованы песни:
- «Chains» в исполнении His Boy Elroy
- «Jimmy Olsen’s Blues» в исполнении Spin Doctors
- «Do You Love Me» в исполнении The Contours
- «Roll Over Beethoven» в исполнении Paul Shaffer

## Удалённые сцены
Несколько удалённых сцен, не попавших ни в кинопрокатный вариант, ни на видео-издания фильма, появились в теле-версии телеканала NBC в 1997 году:
- Тед и Эмили пытаются выбраться с подземной парковки, после того, как украли щенков у Реджины.
- Эмили снимает объявления о продаже щенков, которые расклеивает на деревьях Флойд.
- Джордж учит щенков ходить в туалет на улице.
- Ньютоны садятся в машину и едут на отдых в домик в горах — по пути они поют песню.
- Тед заходит в магазин, выгуливая щенков — у него появляется идея для рекламного ролика.
- Эмили сидит на диване и пытается заставить щенка по имени Чайковский принести бейсбольный мяч, который она ему кидает.
- Тед показывает семье рекламный ролик, который он снял.
- Расширенная сцена, в которой Бетховен разрушает дом Тейлора.
- Тед и Эмили уговаривают Джорджа принять участие в конкурсе едоков на скорость.

## Релиз
Премьера фильма в США состоялась 17 декабря 1993 года в 2 026 кинотеатрах — позже их количество увеличили до 2 048.

### Кассовые сборы
В первые выходные фильм собрал $6 017 225; за все 54 недели проката в США домашние сборы составили $53 443 066 при бюджете 15 миллионов.

### Критика
Картина получила смешанные отзывы критиков. На портале «Rotten Tomatoes» фильм получил оценку 23 % свежести на основе 13 рецензий критиков и среднюю оценку 4,5 из 10 баллов от пользователей. Зрительская оценка фильма на «CinemaScore» — «A». Рейтинг картины на «Кинопоиске» — 6,8 из 10 на основе 31 947 оценок зрителей, на «Internet Movie Database» — 4,9 из 10 на основе 27 822 оценок.
Брайан Лоури из «Variety» написал, что картина «очень похожа на мультфильм, но с живыми актёрами» и является «безусловно более приятным фильмом, чем первый». Роджер Эберт из «Chicago Sun-Times» дал фильму две звезды, назвав его «не шедевром», но похвалив работу Гродина и отметив, что собаки несли на себе весь фильм. Кевин Томас из «Los Angeles Times» посчитал, что «фильм такой же смешной и приятный, как и первая часть».

### Выход на видео
На DVD в США фильм выпустила компания «Universal Pictures», а в Голландии, Италии, Великобритании и Австралии — «Columbia Tristar Home Entertainment». На Blu-Ray фильм вышел в 2017 году только в Великобритании — выпуском занималась студия «Fabulous Films». В США фильм доступен для просмотра на платформах iTunes, Google Play, Microsoft Store, Amazon Prime Video, Vudu и Xfinity.
На лицензионных видео-кассетах в России фильма выпускала компания «Премьер Видео Фильм», а на лицензионном DVD — компания «Universal Pictures Rus». Российские слоганы картины: «И вновь семья Ньютонов испытывает все „радости“ собачьей жизни» (VHS) и «В семье Ньютонов пополнение…» (DVD).